# 青岛飞洋职业技术学院
青岛飞洋职业技术学院是位于中华人民共和国山东省青岛市城阳区的一所民办专科院校，创建于1996年，由青岛飞洋经贸进修学院于2002年经批准升格而来。学院曾大力推广创业教育以维持招生规模，但并未成功，而后陷入生源危机。2014年学院被要求停止招生限期整改，是青岛市首家由于资金问题停止招生的民办院校。目前，青岛飞洋职业技术学院仍在教育部高等院校名录中，并正在筹划与其他企业合作以“青岛智能科技大学”的名义复校。